# World Athletics
World Athletics (anciennement, en anglais : International Association of Athletics Federations, IAAF) est la fédération sportive internationale chargée de régir les fédérations nationales d'athlétisme et d'organiser les compétitions internationales mondiales. Depuis 2015, le président de cette fédération internationale est le Britannique Sebastian Coe.
Le 8 juin 2019, le Conseil de l'IAAF décide d'un changement de nom à partir d'octobre 2019 : « World Athletics »,.

## Histoire
World Athletics a été fondée — sous le nom anglais « International Amateur Athletics Federation » et le nom français « Fédération internationale d'athlétisme amateur » — le 17 juillet 1912 lors de son premier congrès à Stockholm, pendant les Jeux olympiques de 1912, par des représentants de dix-sept fédérations nationales d'athlétisme qui vont devenir membres de cette nouvelle fédération internationale. L'organisation se dote alors de deux langues officielles : le français et l'anglais. Un changement de nom pour « International Association of Athletics Federation » est adopté lors du congrès de 2001, lorsqu'il a été décidé de remplacer le mot « amateur » par « association of ». Déjà en 1982, sous l'impulsion de son président Primo Nebiolo, des modifications dans les règles furent apportées, permettant aux athlètes de percevoir une compensation financière pour la participation à des compétitions sportives internationales.
Le siège de World Athletics a été déplacé de Londres à Monaco en octobre 1993.
L'IAAF a fêté son centenaire le 17 juillet 2012 soit deux jours après la fin des championnats du monde junior à Barcelone ; à cette occasion a été dessiné un logo pour le centenaire ; en outre, une devise, « 100 ans d'excellence athlétique » (en anglais : 100 Years of Athletics Excellence), a été choisie. De plus, l'IAAF a créé un Temple de la renommée, édité un livre à son propos, organisé un gala et fait tourner une série documentaire télévisée.
En novembre 2019, à la suite de la décision du 8 juin 2019 pour le changement d'appellation en World Athletics, ce nouveau nom devient effectif sur le site internet et les réseaux sociaux de la fédération internationale.

## Organisation

### Présidents
Le Britannique Sebastian Coe est élu président de l'IAAF le 18 août 2015, et réélu (désormais président de World Athletics) le 25 septembre 2019 à Doha, deux jours avant les Championnats du monde. Il succède au Sénégalais Lamine Diack le 31 août 2015. En 1999, ce dernier accède aux plus hautes fonctions par intérim à la suite de la mort brutale de l'Italien Primo Nebiolo. Diack est élu président lors du congrès 2001. World Athletics compte six présidents depuis sa création :
| Portrait                   | Identité                      | Nationalité                              | Période         | Période  | Durée  |
| Portrait                   | Identité                      | Nationalité                              | Début           | Fin      | Durée  |
| -------------------------- | ----------------------------- | ---------------------------------------- | --------------- | -------- | ------ |
| Sigfrid Edström            | Sigfrid Edström (1870 - 1964) | Suédois                                  | 17 juillet 1912 | 1946     | 34 ans |
| David Burghley             | David Burghley (1905 - 1981)  | Britannique                              | 1946            | 1976     | 30 ans |
| Adriaan Paulen             | Adriaan Paulen (1902 - 1985)  | Néerlandais                              | 1976            | 1981     | 5 ans  |
| Primo Nebiolo              | Primo Nebiolo (1923 - 1999)   | Italien (18 juin 1946 - 7 novembre 1999) | 1981            | 1999     | 18 ans |
| Lamine Diack, 14 mai 2015. | Lamine Diack (1933 - 2021)    | Sénégalais                               | 1999            | 2015     | 16 ans |
| Sebastian Coe              | Sebastian Coe (né en 1956)    | Britannique                              | 2015            | En cours | 10 ans |

### Structure
- Président : Sebastian Coe  [7]
- Premier vice-président : Sergueï Bubka
- Vice-présidents : Mohammed ben Nayef Al Saoud , Geoff Gardner  et Ximena Restrepo
- Trésorier : José Maria Odriozola
- Directeur général :Jon Ridgeon
- Membres : Valerie Adams , Dahlan Jumaan Al Hamad , Beatrice Ayikoru , Willie Banks , Sylvia Barlag , Raul Chapado , Nawal El Moutawakel , Robin Sapong Eugenio , Helio Marinho Gesta de Melo, Svein Arne Hansen , Abby Hoffman , Alberto Juantorena , Hamad Kalkaba Malboum , Dobromir Karamarinov , Renaud Lavillenie , Antti Pihlakoski , Anna Riccardi , Michael Sands , Adille J. Sumariwalla , Wang Nan , Hiroshi Yokokawa [8]

## Compétitions
World Athletics a pour mission de standardiser les méthodes de chronométrage et de prise de mesure ainsi que d'enregistrer et de valider les records du monde dans les épreuves officielles. Elle organise également de nombreuses grandes compétitions sportives internationales :

### Championnats
| Épreuve                                     | Fréquence                   |
| ------------------------------------------- | --------------------------- |
| Championnats du monde d'athlétisme          | Biennale                    |
| Championnats du monde d'athlétisme en salle | Biennale                    |
| Championnats du monde juniors d'athlétisme  | Biennale                    |
| Championnats du monde d'athlétisme jeunesse | Biennale                    |
| Championnats du monde de cross-country      | Biennale                    |
| Coupe du monde de marche                    | Biennale                    |
| Championnats du monde de semi-marathon      | Biennale                    |
| Relais mondiaux                             | Biennale (à partir de 2015) |
| World Athletics Ultimate Championship       | Biennale (à partir de 2026) |

### Meetings
| Compétition                              |
| ---------------------------------------- |
| Ligue de diamant                         |
| World Athletics Continental Tour         |
| World Athletics Indoor Tour              |
| Challenge mondial des épreuves combinées |

### Courses hors stade
- World Athletics Label Road Races[9],[10] :
  - Courses « Label d'or »
  - Courses « Label d'argent »
  - Courses « Label de bronze »
- Circuit mondial IAAF de cross-country[11]
- Challenge mondial de marche[12].

## Fédérations continentales

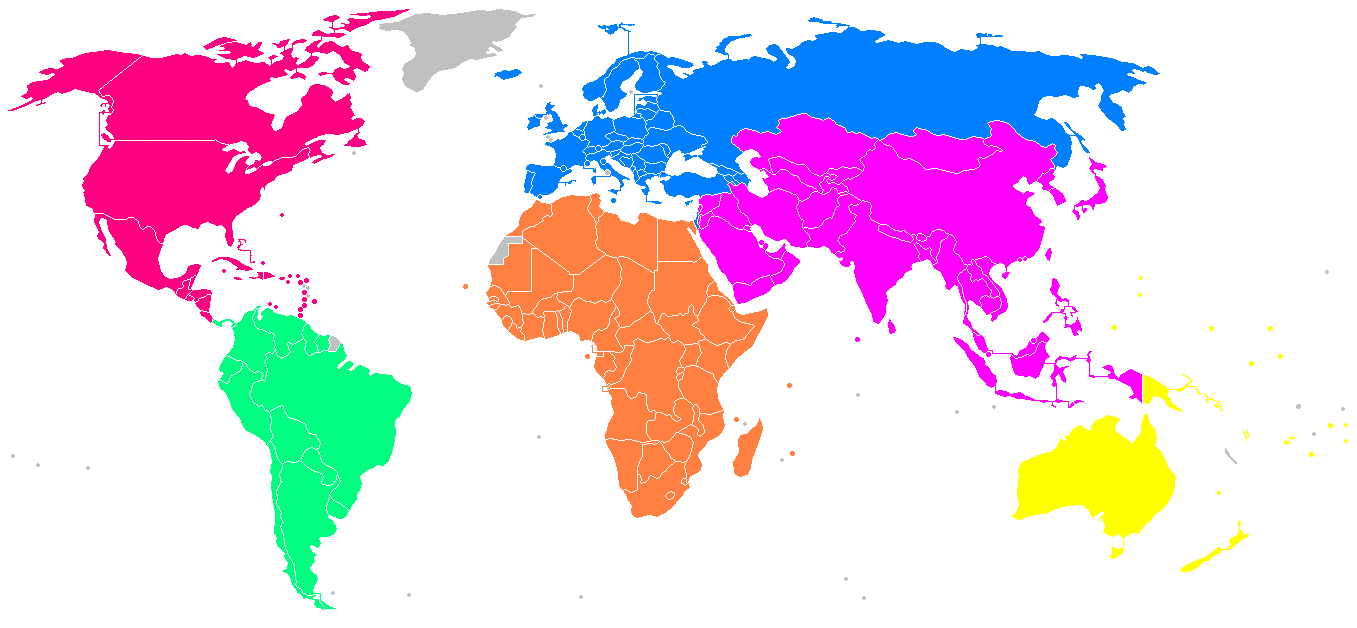
Carte des six fédérations que regroupe World Athletics

World Athletics compte six associations continentales et 214 fédérations nationales membres.
     AAA – Asian Athletics Association en Asie (45 membres)
      CAA – Confédération africaine d'athlétisme en Afrique (54 membres)
      CONSUDATLE – Confederación Sudamericana de Atletismo en Amérique du Sud (13 membres)
      NACACAA – North American, Central American and Caribbean Athletic Association en Amérique du Nord (31 membres)
      EAA – Association européenne d'athlétisme en Europe (51 membres)
      OAA – Association océanienne d'athlétisme en Océanie (20 membres)

## Classement
World Athletics établit un classement pour chaque épreuve séparément ainsi qu'un « overall ranking » (classement global de tous les athlètes, hommes et femmes séparés). Ce classement est fondé sur une table de points (« scoring table »). Par exemple, un athlète qui court le 100 mètres en 10 secondes obtiendra un score de 1 224 points.

## Enquête judiciaire pour corruption, pots-de-vin, extorsion, dopage
En août 2015, des dossiers de la Fédération fuitent, dossiers portant sur des échantillons de sang d'environ 5 000 athlètes et montrant qu'environ 800 ont présenté des valeurs suspectes. La Fédération dément ces accusations.
Ces dossiers montrent qu'entre 2001 et 2012, un tiers des médaillés aux Jeux olympiques et aux Mondiaux d'athlétisme présentent des anomalies de leurs tests sanguins. Des membres haut-placés de l'IAAF aurait également extorqué de l'argent à des athlètes pour ne pas révéler leur contrôle positif.
Elle est également accusée d'avoir bloqué une étude sur le dopage des athlètes aux championnats du monde d'athlétisme de 2011,.
En novembre 2015, l'Agence mondiale antidopage accuse dans un rapport l'IAAF de corruption, pots-de-vin, extorsion et d'avoir couvert de nombreux cas de dopage, la Russie étant particulièrement mise en cause. Interpol est chargée de coordonner une enquête internationale sous la direction du juge d'instruction Renaud van Ruymbeke, « sur des accusations faisant notamment état de corruption active et passive, de blanchiment de fonds et d'association de malfaiteurs ».
En juin 2016, alors que la fédération russe est toujours suspendue, la commission d'éthique de l'IAAF suspend trois membres de la Fédération, pour avoir perçu des pots-de-vin liés au scandale.
En avril 2024, on[Qui ?] soupçonne que le détenteur du record chinois du marathon, He Jie, a remporté le semi-marathon de Pékin en raison d'un match truqué. World Athletics exprime des préoccupations en matière d'intégrité et l'organisation ouvre une enquête.

## Identité visuelle

Logo de l'IAAF de 2000 à 2009
Logo de l'IAAF de 2009 à 2019
Logo de World Athletics à partir d'octobre 2019